# Oaxaca
O Livre e Soberano Estado de Oaxaca, ou simplesmente Oaxaca, é um dos 31 estados do México, localizado na parte sudeste do país, ao oeste do Istmo de Tehuantepec. Oaxaca faz divisa com os estados de Guerrero ao oeste, Puebla ao noroeste, Veracruz ao norte, e Chiapas ao leste. Ao sul Oaxaca encontra-se o Oceano Pacífico.
Sua área consiste de 95.364 km²; sendo o quinto maior dentre os estados mexicanos.  Em 2003 sua população foi estimada em 3.597.700 habitantes.
O estado é composto pelas montanhas e vales da Sierra Madre del Sur.
Historicamente, Oaxaca é a terra dos Zapotecas e Mixtecas. Um dos maiores heróis nacionais mexicanos, Benito Juárez, era oriundo da povoação oaxacana de San Pablo Guelatao. Outros filhos famosos do estado incluem Rufino Tamayo, Porfirio Diaz, José Vasconcelos Calderón, Francisco Toledo, María Sabina, Alberto Canseco, Vinny Castilla, Ricardo Flores Magón e Enrique Flores Magón.

## Toponímia

Topónimo nahuatl para Huāxyacac (Oaxaca)

O nome "Oaxaca" vem da denominação náhuatl "Huāxyacac", imposta pelos conquistadores astecas no século XV, no momento de sua incorporação ao império tenochca; Huāx significa em espanhol huaje, planta comum na região dos vales, yaca significa literalmente "nariz", a letra c é equivalente a tepec, "lugar", de uma forma abreviada. Foneticamente, se lê o glifo como ‘'Huax yaca tepec’’, é dizer, “na ponta dos huajes”. Uma adaptação linguística dos conquistadores espanhóis derivou na atual ‘’Oaxaca’’. Os nomes nativos de Oaxaca são: La'a' ou Lula'a em idioma zapoteco, Nunduva ou Ñundua em idioma mixteco, Ya³kweh4 em idioma trique, Na²xi¹tzhe4 em idioma mazateco, Ku²nchia² em idioma chocho, Chjui³ em idioma ixcateco.
Na língua espanhola atualmente a pronúncia da letra X em Oaxaca é a mesma do J como em México, Texas e Xalapa. Porém originalmente no espanhol medieval, quando a palavra foi transcrita para o alfabeto latino, o X representava o mesmo som que ainda é preservado nas línguas portuguesa, catalã e galega, ou seja, o fonema fricativo palatal surdo. A Real Academia Española (RAE), em sua Ortografia da língua espanhola, edição de 1999, explica que a partir do século XVI o som evolui para o fonema fricativo velar que diz... A pronúncia do X, nessas e em outras palavras, é fricativa velar surda, que soa como j; constitui por tanto, um erro ontológico como articular ks.

## Escudo
O atual brasão do estado de Oaxaca é um  belo desenho idealizado pelo artista Alfredo Canseco Feraud, convidado pelo governador Eduardo Vasconcelos. Sobre um lenço enrolado através do tempo por meio de um pergaminho vermelho saturno, que simboliza a luta de libertação do povo de Oaxaca, mostra o perfil de um nativo, a flor e o fruto estilizado, representa a árvore frutífera Huaje. Recordando que os astecas estabeleceram no século XV, neste vale um acampamento chamado Huayacac que em nahuatl significa "Na ponta do nariz do huaje" Huaje é uma palavra de originária de Oaxaca.
No centro se encontra o perfil de um dos palácios de Mitla, se referindo ao passado remoto deste povo. Ao lado, a cruz flerenzada, emblema dominicano em reconhecimento a seu grande trabalho de aculturação em toda a área. Na parte inferior duas fortes e vigorosas mãos rompendo as correntes da escravatura. Tudo emoldurado por uma risca, no qual está inscrito com letras destacadas o apogtema Juaréz: "O Respeito ao direito alheio é a paz".
Ao redor, sete estrelas, que representam as regiões do estado e na parte superior a águia sobre uma rocha sujeita com a perna direita, e com o bico em atitude de devorar uma serpente curvada sobre um cacto, e as folhas de carvalho e louro simbolizando a vitória, o triunfo, a fortaleza de um povo vigoroso. Na  parte inferior com letras em alto relevo se lê: "Estado Livre e Soberano de Oaxaca".

## História

### Período Pré-hispânico

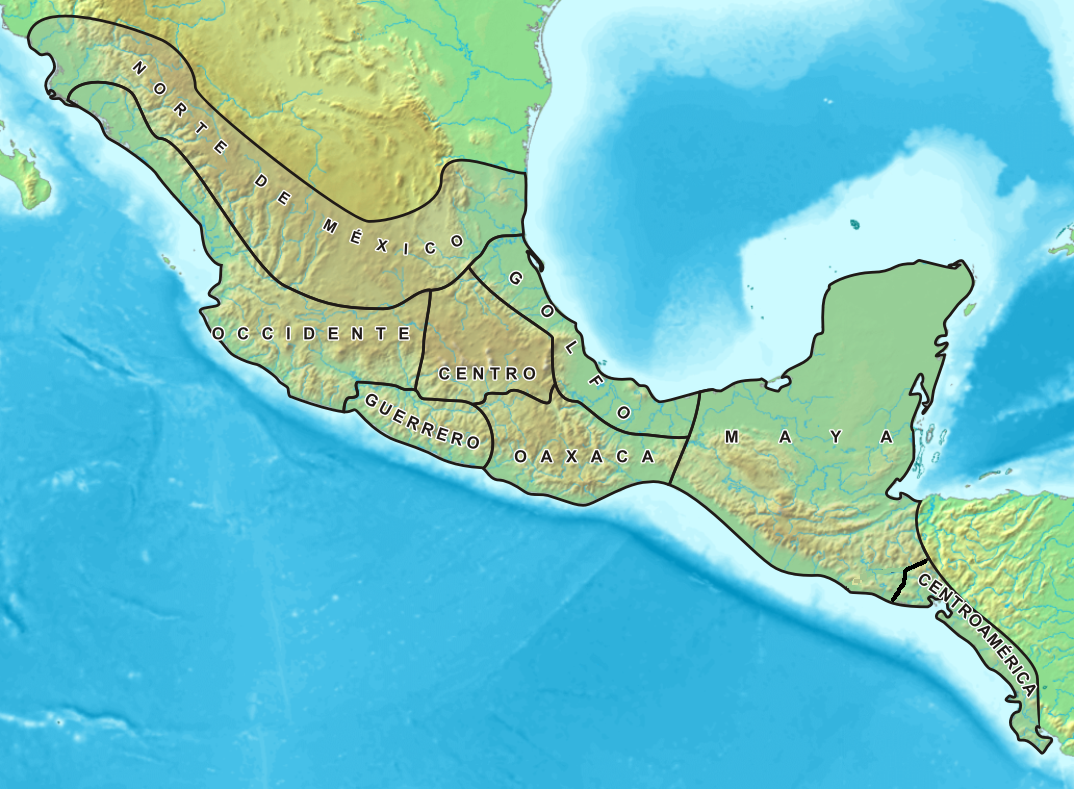
Oaxaca é uma das áreas culturais da Mesoamérica.

A presença do homem na Oaxaca remonta a cerca de 11 000 anos, o ser humano deixa em Oaxaca mostras de sua presença em lugares como a caverna "Guilá Naquitz", perto de Mitla, onde se encontraram protótipos de espigas de milho, datando de cerca de 6 mil anos. Em Yagul, especificamente no planalto Caballito Blanco foram achados pinturas rupestres relacionadas a grupos nômadas ligados aos primeiros povos do vale de Oaxaca. Numerosas aldeias com a capacidade de gerar peças de cerâmica avançadas que já existiam em 1200 a.C., especialmente na região da "lagoa Zope".
Oaxaca se localiza dentro da Mesoamérica, região americana cujas civilizações compartem certas características em comum, se desenvolveram principalmente duas grandes civilizações, que compartilham muitas características, compartilharam sempre pela dominação de Oaxaca, a primeira delas, o Império Zapoteca, floresceu na área de Monte Albán a partir do ano 900 a.C. até sua derrota no ano 1.300 pelas mãos do Império Mixteco, que por sua vez permanecem em vigor até a pilhagem e destruição pelos conquistadores do Império Espanhol.
Pouco se sabe sobre a origem dos zapotecas. Diferentemente da maioria dos indígenas da Mesoamérica, eles não tinham tradição e lendas em sua migração, mas dizem as lendas locais que eles nasceram diretamente das rochas, árvores, e os Jaguares.

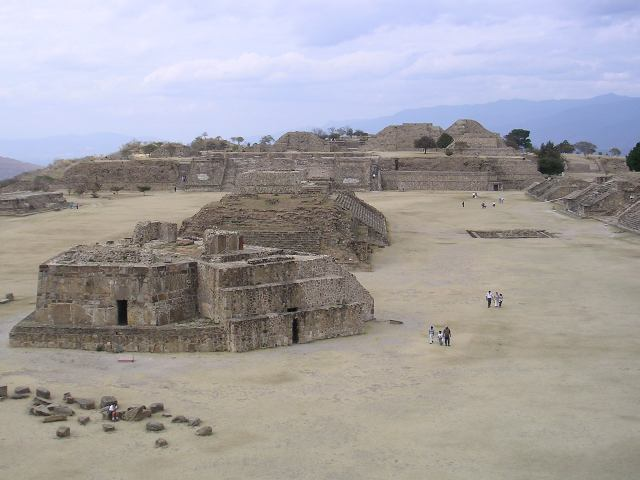
Ruinas de Monte Albán.

Uma das possíveis teorias sobre a origem dos zapotecas, é contada pelo padre Francisco De Burgoa, e Padre José Antonio Gay autor de "Historia de Oaxaca", onde dizem originalmente que os Zapotecas se estabeleceram primitivamente em Teotitlán del Valle, notícias que recebeu de antigas tradições e pinturas que suportam a ligação, e que talvez houve uma mobilização de parte da população para o que seria o atual Vale de Etla. Esses primitivos habitantes do Teotitlan del Vale, podem ter sido grupos olmecas à procura de novas áreas.
As primeiras manifestações dos zapotecas é o centro cerimonial de San José Mogote, uma aldeia localizada no vale de Etla, um dos Vales Centrais de Oaxaca. A aldeia de Mogote (cujo nome original é desconhecido) foi a mais importante das que se estabeleceram na região, e teve sua maior apogeo foi no final da antiguidade clássica. Mogote era uma aldeia zapoteca de agricultores, que controlava a região central de Oaxaca e mantinha relações com a área olmeca. Sua declinação está claramente associada com a construção de Monte Albán, cidade que foi contemporânea a Teotihuacan e as grandes cidades maias no sudeste.
A fundação de Monte Albán se situa por volta dos anos 500 a.C. a 100 a.C., adquirindo uma importância política e econômica importantíssimas na região. Durante o período clássico é quando alcança seu maior crescimento. Monte Albán recebe influências teotiuacanas e maias. Aproximadamente de 200 d.C. a 600 d.C. Monte Albán alcança seu auge máximo, sendo a cidade -capital do império Zapoteca- mais importante da região, contando com cerca de 40 mil habitantes nos 20 km² perto do centro cerimonial.
A partir do ano de 800 d.C. e de forma gradual, Monte Albán perde importância até o ano de 1325 d.C. quando os mixtecos, provenientes do norte, invadem o vale de Oaxaca e ocupam a antiga capital zapoteca, junto com Mitla.
Os zapotecas capturaram Tehuantepec, e na metade do século XV, os zapotecas e mixtecas lutaram para evitar que os mexicas ganhassem o controle das rotas comerciais de Chiapas, Veracruz e Guatemala. Sob o comando de seu grande rei Cosijoeza, os zapotecas suportaram um longo cerco na montanha rochosa de Giengola, mantendo a vista sobre Tehuantepec, e mantendo com êxito a autonomia política por uma aliança com os astecas até a chegada dos espanhóis.

### Civilização Mixtecas
Contemporâneos aos zapotecas que se estabeleceram no vale de Oaxaca, os mixtecas foram desenvolvidos na parte ocidental do estado, chegando a viver também nas regiões em torno de Puebla e Guerrero próximo de Oaxaca. A topografia do terreno mixteco, impediu formar um reino unificado, de modo que a organização foi desenvolvido os mixtecas como domínios independentes. Ainda assim, a nação mixtecas unificada, embora nem todos tinham uma identidade sociocultural bem definido. Muitas vezes, se uniram para fazer a guerra com os astecas e zapotecas.
A palavra vem da palavra Mixtecapan mixteca, que na língua nahuatl dos astecas, "a cidade de Nube". Os mixtecas no entanto, são chamados Nuu Savi em sua língua nativa, que em espanhol significa que "as pessoas da chuva". Na língua mixteca é chamado como Sa'an Ndavi, embora nos últimos anos tem crescido um movimento para mudar o nome para idioma Tu'un Savi, este Sa'a Ndavi significa literalmente "idioma pobre" enquanto Tu'un Savi é a palavra de chuva.

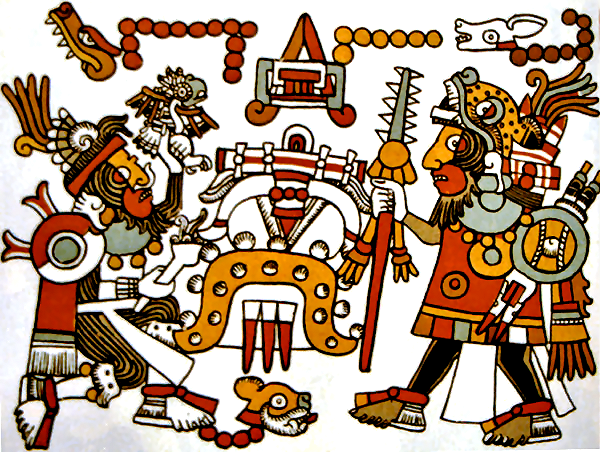
O Senhor Ocho Venado (direita) recebe a visita de 4 Jaguar.

Há poucos dados sobre a origem dos mixtecas, o mais antigo restos encontrados na região Mixteca são datadas por volta de 6.000 a.C. Os peritos foram divididos em três períodos de desenvolvimento dos mixtecas, perto do horizonte cultural a cronologia da Mesoamérica em  pré-clássico, clássico e pós-clássico.
O primeiro período é chamado “Fase Cruz” correspondente com o pré-clássico, onde é fundada a primeira cidade mixteca: Montenegro, de donde só foi obtido cerâmica e uma espátula talhada em um osso de jaguar. Durante a “Fase Ramos” correspondente com o Clássico se desenvolve a cidade de Yucuñudahui.
O herói guerreiro Mixteca Ocho Venado em meados do século XI começa uma exitosa campanha de unificação das cidades-estado, criando assim o Império Mixteca.
A cultura mixteca alcança seu máximo esplendor na “Fase Flores”, quando Monte Albán é invadido e Mitla se situa como a cidade mais importante do império mixteca. Até 1458 os mexicas iniciam campanhas expansionistas sob os reinados de Tizoc, Ahuizotl e Moctezuma, com eles a decadência dos mixtecos, que ocupavam até Tuxtepec e a Mixtequilla. Em 1521 uma vez conquistada a região mexicana, Hernán Cortés comissiona a Pedro de Alvarado para levar a cabo as conquistas dos territórios do sul, a Mixteca é invadida por Francisco de Orozco, dando fim ao florescente Império Mixteca e iniciando o período conhecido como a Nueva España. Sua história chegou até nós através dos códices, as diferenças dos Mixteca e Zapoteca, ao contrário se tivessem um registro escrito de sua história.

### Período Nova Espanha

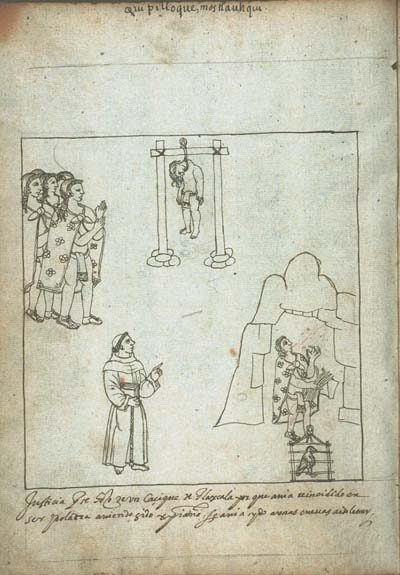
Um evangelizador observa dois indígenas condenados por não aceitar o Deus dos conquistadores. Lienzo Tlaxcala, Século XVI

#### A Conquista
Tal e como aconteceu no resto do México, as tropas espanholas conquistaram a região de Oaxaca aproveitando as animosidades locais, forjando alianças com mixtecos e zapotecos contra os mexicas. A conquista militar do estado iniciou ao norte, levando por fim a relativa paz, sendo os povos das serras Zapotecos e Mixes principalmente, os que tiveram maior resistência. A varíola ajudou os espanhóis que sem saber, usaram uma das primeiras formas de guerra biológicas conhecidas, as populações indígenas foram dizimadas por esta epidemia.
Huaxyacac caiu em dezembro de 1521. Na serra norte, o povo mixe nunca pode ser conquistado militarmente, dadas as condições montanhosas do terreno, nem mesmo os astecas o zapotecas puderam, anos antes conquistar seus territórios, porque os espanhóis iniciaram outro processo de conquista: a evangelização.
De uma importância igual ou superior a conquista militar, a evangelização dos povos indígenas recaiu nas mãos dos Frades dominicanos, que ordenaram a construção, com o trabalho escravo das comunidades indígenas, várias igrejas e conventos, templos, principalmente nas recém fundadas Cidade de Antequera, Yanhuitían e Cuilapan. O Convento de Santo Domingo de Guzmán em Oaxaca se tornou o núcleo religioso do estado.
Para introduzir a religião católica aos povos recém conquistados, os frades dominicanos juntaram crenças indígenas em sintonia com as crenças cristãs, aprenderam seus idiomas e traduziram escritos religiosos. Para acelerar o processo de evangelização, os frades queimaram códigos e destruíram templos locais, em uma tentativa de fazer com que os indígenas esquecessem seus antigos costumes.

#### A Colônia
Conservando a estrutura hierárquica dos povos indígenas os espanhóis conseguiram manter o controle da população recém conquistada. O novo governo implemento em todo o país o sistema de haciendas, um sistema muito parecido ao feudalismo medieval. No centro e norte do México se explorou principalmente o ouro e a prata, mas em Oaxaca que não tinha minas de importância, a exploração teve foco em um recurso igualmente importante: a grana cochinilla.
A grana cochinilla é um inseto, parasita de nopal da qual se extrai um corante vermelho. A produção de grana só se viu superada pela da prata, impulsionando o desenvolvimento econômico da região, eram tão importantes que as roupas do Papa eram tingidas com o corante.
Na Mixteca e no vale a atividade com animais foi outro grande implementado econômico. O sistema de haciendas para a distribuição da riqueza estava concentrada quase exclusivamente na península de Yucatán, os pobres eram cada vez mais pobres e os ricos mais ricos.
A morte de muitos indígenas por causa das epidemias obrigou os espanhóis a levar escravos negros da África, algumas populações de origem africana ainda vivem na costa Oaxaqueña. No início do século XIX a população indígena estava mergulhada na miséria, o que somado ao descontentamento dos crioulos dos quais tinham menos direitos que os espanhóis  peninsulares, a recente independência das 13 colônias e a invasão napoleônica a Espanha, motivaram a revolta do povo, acabando com quase 300 anos de exploração e submissão indígenas.

### México Independente (Século XIX)

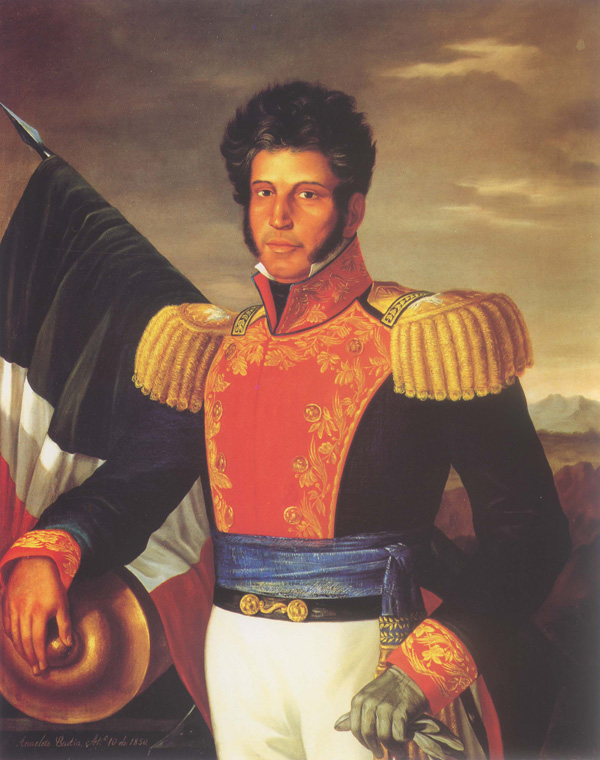
Vicente Guerrero um dos heróis da Independência do México combatente em Oaxaca.

#### A Guerra da Independência
Descobertos os planos de conspiração para iniciar uma guerra de independência em dezembro de 1810, os insurgentes se viram obrigados a adiantar o início da contenda. A primeira centelha revolucionária foi detonada na cidade Dolores Hidalgo, estado de Guanajuato na madrugada de 16 de setembro, convocada pelo padre Miguel Hidalgo y Costilla. A luta armada se espalhou rapidamente por todo o país e foi José María Morelos y Pavón o encarregado de levar a ideia do movimento independentista nas regiões do sul.

#### Primeiro Império e Intervenção norte-americana
Imediatamente depois de ganhar a guerra de independência, Agustín de Iturbide criou, com a ajuda dos conservadores, o Primeiro Império Mexicano, desenvolveu o congresso e se proclamou imperador do México, ficando conhecido pelo título de Agustín I.
Vários líderes, entre eles Guerrero, se opuseram ao regime, em Oaxaca o General Antonio de León, antigo aliado de Iturbide, se opôs ao imperador e junto com Nicolás Bravo tomou a cidade de Oaxaca. Em 1824 José Maria Murguía foi nomeado governador do Estado Livre e soberano de Oaxaca, estabelecida dentro os Estados Unidos Mexicanos. Uma nova nação havia nascido. 

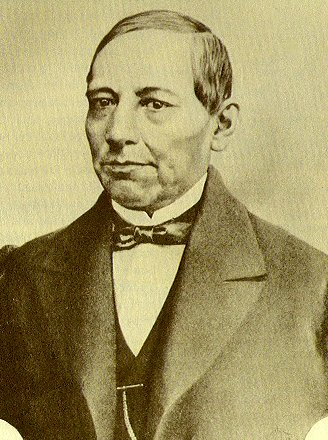
Benito Juárez, Herói nacional e figura destacada no Século XIX.

Em 1824 foi redigida a primeira constituição política do México, que estabelecia entre outras coisas que a república possuía 19 estados e cinco territórios. Em Oaxaca a constituição estatal foi publicada em 10 de janeiro de 1825, dividindo o território em oito departamentos: Oaxaca, Villa Alta, Teotilán de Camino, Teposcolula, Huajuapan, Tehuantepec, Jamiltepec e Miahuatlán.
Durante o governo do primeiro presidente da república a cargo de Guadalupe Victoria, o país se manteve em certa calma, mas pouco a pouco, as diferenças entre liberais e conservadores se acentuavam. Em Oaxaca muitos governos tentaram estabelecer a ordem. Quando Antonio López de Santa Anna chegou ao poder foi apoiado por Antonio de León, em 1842 foi nomeado governador do estado.

#### A Guerra da Reforma
Benito Pablo Juárez nasceu em San Pablo Guelatao em Oaxaca, no dia 21 de março de 1806 seus pais morreram quando ela tinha três anos; viveu com seus avôs, mas com a mortes dos dois, foi viver com seu tio que o maltratava segundo os contextos históricos, quando foi para cidade de Oaxaca em busca de sua irmã dizem que perdeu uma de suas ovelhas e com medo de que seu tio, o repreendesse decidiu abandonar suas terras em 17 de dezembro de 1818, trabalhou como um trabalhador no campo e como o pastor de ovelhas até os 12 anos, depois ele foi para a cidade de Oaxaca com a intenção de estudar e ter uma vida melhor. Quando ele chegou à cidade, Benito não sabia ler nem escrever.
Guelatao era um povoado pequeno sem escolas, nem mesmo o idioma espanhol era muito falado ali. Os pais ricos enviavam seus filhos para a cidade de Oaxaca para serem educados, os pobres foram postos para servir na casa de ricos, em troca de que eles foram ensinados a ler e escrever. Para Benito não havia nenhum caminho além do último. E isso era importunar seu tio para levá-lo a Oaxaca, o único lugar que poderia aprender. Mas o tio tinha suas tarefas agrícolas e de pastagem indefinidamente e foram adiando a viagem.
Em Oaxaca tinha uma irmã chamada Josefa e servia como uma cozinheira, que o recebeu e que começou como trabalhador doméstico, assim ele encontrou um lugar para viver e trabalhar. Um terciário franciscano chamado Antonio Salanueva, ficou impressionado com a inteligência de Benito e sua facilidade para aprender, e ajudou a entrar no seminário da cidade. Em que iniciou os seus estudos, mas ele se interessou rapidamente pelo direito e por teologia.
Nessa época, já tinha acontecido grandes eventos no país. As palavras se abrem entre parêntesis soam o reconhecimento tardio de uma dívida, e assim elas realmente são. A Nação é uma palavra nova na história e uma novidade em sua consciência, e aparece no exato momento em que começou a significar uma nova influências em seu destino. Nascido em 1806, o menino cresceu no período em que uma colônia da Espanha lutava pela transformação de um povo independente, e sua infância coincidiu com as angústias daquele tempo, e na adolescência com o desenvolvimento do momento de emancipação, mas entre os que se tornam e sua própria ligação em falta e até que quando se torna um homem, desfrutou das premissas do triunfo em 1827.
A dívida foi reconhecida, quando o homem maduro pode apreciá-la em seu próprio valor, mas os grandes acontecimentos da época já eram tão conhecidos que eles não precisam mais do que uma menção passageira na memória, que uma retrospectiva merece uma análise mais aprofundada ampla, tendo em conta o impacto que teve nas suas vidas, para reformar o seu destino e de refugiar as forças que determinariam  as mudanças, e a partir de então o seu futuro.
Com o fim da Guerra da intervenção norte-americana e o país perdeu quase metade de seu território. Em outubro de 1847 Benito Juárez foi eleito governador e realiza obras de desenvolvimento para a entidade. Ao vencer a Revolução de Ayulta, foi novamente nomeado governador. No momento de nacionaliza as propriedade da igreja em Oaxaca, a Igreja Católica tinha 814 propriedades urbanas e 367 fazendas.
Irritado com a perda do território e do governo ditatorial e centralista de Santa Anna, os liberais promulgaram o Plano de Ayutla. Apoiados por guerrilheiros de vários lugares, o movimento conseguiu e estabeleceu a constituição de 1857.
A situação tornou-se delicada, tanto que esse primeiro congresso constitucional, que elegeu Comonfort como Presidente da República, e Benito Juárez presidente do Supremo Tribunal Federal, deu poderes extraordinários ao Executivo para governar. A base dos fatos, tornou impossível de observar as disposições constitucionais sobre os direitos individuais, enquanto a contínua instabilidade que aumentou ao invés de diminuir, em uma das guerras mais sangrentas do país.
A guerra eclodiu e durante os três anos que durou o combate, Oaxaca desempenhou um papel fundamental na guerra. Em apoio do governo liberal, o governador José María Díaz Ordaz publicou um decreto que Oaxaca é temporariamente separada da república. Os combates pioraram e veio a guerra para a cidade de Oaxaca, que caiu em  1859, o governo liberal movido para Ixtlán. O liberal contra-ataque foi realizado sob o comando do governador Diaz Ordaz e Porfirio Díaz. A batalha de Santo Domingo del Valle abriu as portas para as tropas liberais para retomar a cidade de Oaxaca, em 1860.

#### Segundo Império e Intervenção Francesa

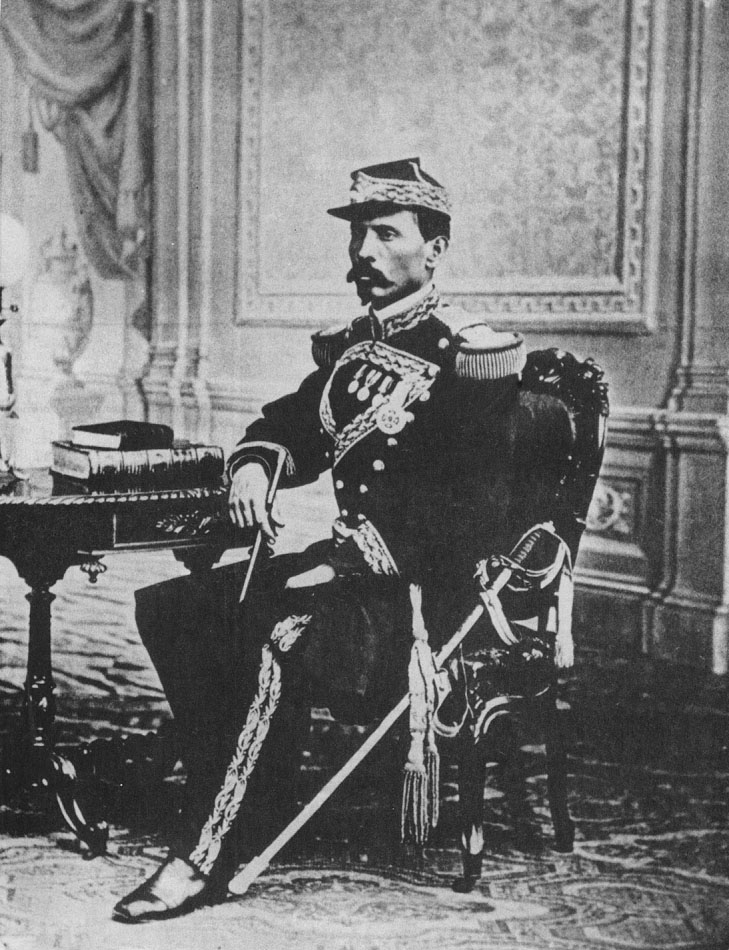
Porfírio Díaz, herói da Guerra da Reforma, combate os franceses em numerosas ocasiões.

O século XIX no México se caracterizou pela quase ininterrupta sucessão de guerras. Depois da Guerra da Reforma e com a República Federal, o país não pode continuar pagando a dívida, de modo que o governo do presidente Juaréz parou de pagar. Espanha, França e Inglaterra, encontraram o pretexto ideal para intervir em assuntos mexicanos. Em janeiro de 1862 exércitos das três potências europeias desembarcaram no México. Compreendendo espanhóis e ingleses a situação econômica da república retiraram as suas tropas, apenas o exército de Napoleão III, permaneceu em solo mexicano, que se deslocaram para a capital. Ao tentar entrar na cidade de Puebla o exército republicano do General Ignacio Zaragoza e apoiado pelo Oaxaqueño Porfírio Díaz, derrotou os franceses em 5 de maio de 1862 na Batalha de Puebla.
Em 1864 o exército francês invade Oaxaca através da Mixteca. O Marechal Aquiles Bazaine comandando seis mil soldados franceses enfrentou as forças mexicanas por ordem de Díaz, apesar de resistir ocorre à queda de tropas nacionais e Oaxaca é ocupada pelos franceses. Porfírio Díaz foi capturado e levado prisioneiro para Puebla. Em 28 de maio de 1864 entra no México Maximiliano de Habsburgo, que tinha sido persuadido pelos conservadores mexicanos para estabelecer o Segundo Império Mexicano.
A cidade de Oaxaca permaneceu nas mãos dos franceses durante dois anos, no Istmo de Juchitán leal à república continuou a oferecer resistência, o Marechal Bazaine se encaminho para Juchitán com a intenção de invadir Chiapas com dois mil soldados franceses e austriacos, que se enfrentaram  com cerca de 500 soldados juchitecos, que ajudados pelos camponeses dos povoados vizinhos, armados com machetes arremetem contra o exército francês derrotando em 5 de setembro de 1866.
Porfírio Díaz consegue escapar de seu confinamento em Puebla e regressa a Oaxaca onde derrota três mil homens, com seus seguidores em 3 de outubro de 1866 na Batalha de Miahuatlán, confiscando material de guerra.
Um mês depois o General Díaz junto com 300 homens da Mixteca e da Costa a seu cargo estabelece em Tamazulapan seu quartel, ao se unir com o General mixteco Ignacio Vásquez junto com outros 300 soldados. Organizados e reagrupando forças vencem os franceses novamente na Batalha da Carbonera. Díaz fez o seu caminho em direção à capital do estado, ainda nas mãos dos franceses.
O general Diaz foi a Oaxaca, como a vanguarda que conduz uma coluna de reclusos estrangeiros, que confundiu o exército invasor estabelecido na cidade, os invasores percebendo seu erro no final da cidade de Oaxaca é entregue ao general Diaz. Em 2 de abril de 1867, Díaz derrotou o general Noriega em Puebla, recuperando a cidade e inclinando a balança aos Republicanos, desta vez definitivamente.
O governo conservador colapsa e Maximiliano é capturado na cidade de  Querétaro, julgado e fuzilado juntamente com os generais Miguel Miramón e Thomás Mejía, colocando assim um fim a cinco anos de ocupação francesa.
Restaurada a república, o governo itinerante de Benito Juárez retorna para tomar conta do país. Juárez tinha governado o país durante todo este tempo. Durante o governo após a intervenção houve várias revoltas, inclusive a do general Porfirio Díaz, que decretando o Revolução da Noria se rebelaram contra o presidente em 1871, a rebelião é esmagada pelo general Ignacio Alatorre.
Menos de quatro meses que levou para conter a rebelião. Em 18 de julho de 1872, o presidente Juárez morre por causa de um angina e Diaz relutantemente aceita a anistia proposta pelo Governo Federal.
Em 1876 quando Sebastián Lerdo de Tejada pretendeu se reeleger para um segundo mandato, Díaz se levanto contra mediante a Revolucão de Tuxtepec, alcançado no mesmo ano o triunfo militar, e meses mais tarde por um voto fixado, a Presidência da República, dando início ao período de história do México conhecido como Porfirismo.

### Século XX

#### Porfirismo e Revolução Mexicana

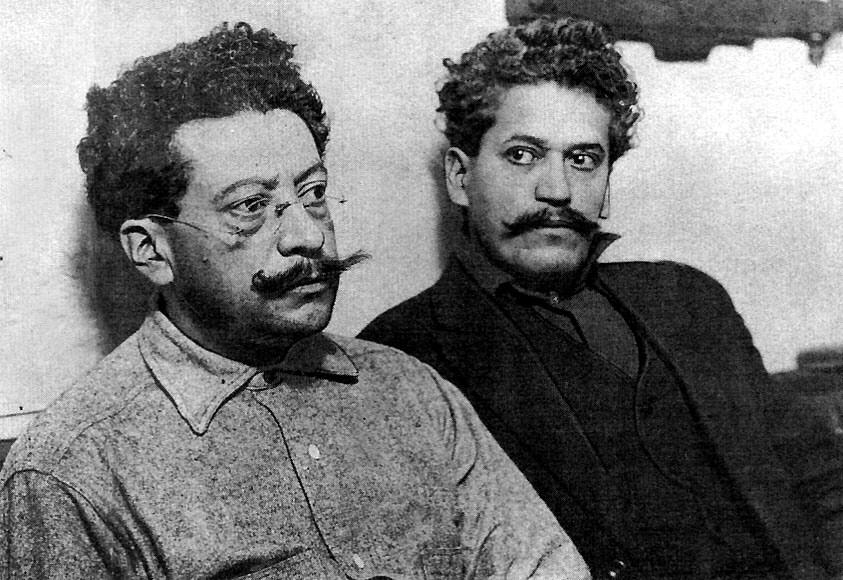
Ricardo Flores Magón e Enrique Flores Magón, oaxaqueños ideólogos da revolução mexicana.

Oaxaqueño de nascimento, Porfirio Díaz realizou numerosas obras de infraestrutura: instalou a iluminação pública de petróleo na capital do estado, que estão ligados a centenas de quilômetros de linhas telegráficas, estradas de ferro foram construídas (Coatzacoalcos a Salina Cruz e de Puebla a Oaxaca), se construiu a Escola Normal Superior, e impulsionou o comércio construindo o Mercado de Oaxaca.
Emergindo como um candidato anti-reeleição termina em 1880 seu primeiro mandato como presidente. Ele organizou as eleições para que Manuel González fosse eleito presidente, ele era amigo e compadre do general. Porfirio Díaz ocupou o cargo de governador do estado, assumiu o cargo por dois anos. Em 1884 Díaz retomou a cadeira presidencial.
Com a paz e a ordem próprios de uma ditadura o país prosperou. No entanto, houve no México e em Oaxaca problemas e descontentamentos sociais que germinaram na Revolução Mexicana.
Como as fazendas durante o período colonial e os feudos medievais, durante o porfiriato foram implementados latifúndios e as lojas da empresa "Nacional do Vale" foi um claro exemplo da situação que existia no México. Localizado perto de Tuxtepec era propriedade de aristocratas mexicanos e estrangeiros, tinham funcionários de todo o país, alguns traídos na base do engano, outros presos e outros simplesmente sequestrado. O trabalho escravo aumentou o poder dos ricos e sangro os pobres. John Kenneth Turner, jornalista norte-americano escreveu em seu livro "México Bárbaro" sobre a situação no Valle Nacional e no México
Opositores e críticos do sistema, os oaxaqueños Ricardo Flores Magón e Enrique Flores Magón fundaram jornal  Regeneración, um dos poucos meios impressos onde se atacava diretamente a ditadura porfirista, isso lhes custou serem presos e processados. A causa magonista ganho adeptos em todo Oaxaca, no final de 1908 a grande maioria se encontrava presa, alguns em San Juan de Ulúa

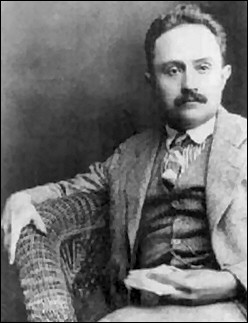
José Vasconcelos Calderón, filósofo Oaxaqueño, partidario de Francisco I. Madero.

Reagindo diante das declarações do presidente Díaz, das quais dizia que o México já estava pronto para a democracia, Francisco I. Madero chamou os mexicanos  para organizar partidos políticos. Em 1909 Madero, que tinha iniciado uma turnê por todo o país para difundir suas ideias, visito a cidade de Oaxaca. Em Oaxaca, José Vasconcelos Calderón o apoio. Faltando com a sua palavra, Porfirio Díaz se apresenta como candidato a presidência em 1910 e mediante uma fraude é declarado o vencedor já com 80 anos de idade. Madero convoca nesse mesmo ano, o Plano de San Luis, iniciando a luta revolucionária. Em Oaxaca os primeiros focos revolucionários aparecem em 21 de janeiro de 1911 em Ojitlán, Tuxtepec, liderados por Sebastián Ortiz de tendência magonista, tomaram o edifício municipal e confiscaram as armas que puderam, se denominavam “Exército Libertador Benito Juárez”. O entusiasmo cresceu e os grupos de poblanos e guerrerenses se uniram aos oaxaqueños na costa e em mixteca. Manuel Oseguera e Baldomero Ladrón de Guevara, membros do Partido Liberal Mexicano se levantaram em Cañada, a eles se uniram outros revolucionários. Os insurgentes oaxaqueños ocuparam por meados de 1911 as principais localidades e queriam que um governador anti-reeleicionista fosse nomeado.
Tendo tido apenas falhas na área militar e em termos de negociações, Díaz renunciou à presidência e deixou o país em maio de 1911, indo se exilar em Paris.
Em julho de 1911 Benito Juárez Maza ganha de Félix Díaz, as eleições para governador do estado, começando seu governo em setembro desse mesmo ano, seu governo durou só sete meses, nos quais construiu escolas e regulamento a jornada de trabalho dos pedreiros e outros funcionários. Durante seu governo em Oaxaca, apareceram simpatizantes de Emiliano Zapata, que demandavam a devolução das terras aos camponeses. Juárez Maza enfrento os simpatizantes do regime na região do Istmo, os rebeldes estavam dirigidos pelo líder local “Che” Gómez o qual enfrento o exército federal em Juchitán.
Madero traído e acusado por forças rebeldes e porfiristas, renuncia ao cargo de presidente da república, em Oaxaca a notícia foi celebrada com alegria. Madero, foi assassinado junto com seu vice-presidente José María Pino Suárez em 22 de fevereiro de 1913, Victoriano Huerta ocupo a presidência, em Oaxaca e o governador Miguel Bolaños Cacho aceita o governo do usurpador Huerta.

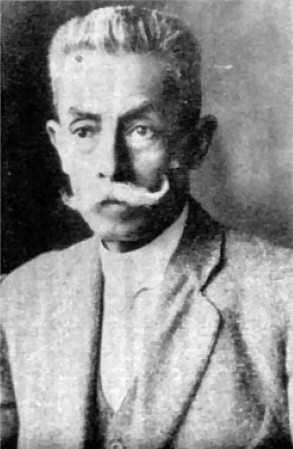
General Guillermo Meixueiro, líder do Exército Soberanista Oaxaqueño.

Em Oaxaca surgiram grupos rebeldes, também apareceram em Tuxtepec, Pinotepa Naional e Mixteca, e em 1914 estes últimos dominavam todo Silacayoapan.
Um grupo rebelde originário da Serra Juárez tenta pela força a renúncia do governador Bolaños Cacho, que havia ganhado o descontentamento do povo a aumentar os impostos e fechar escolas elementar, Huerta na capital, foi obrigado a se demitir do exército constitucional liderado por Venustiano Carranza.
Foram difíceis as relações entre o constitucionalista Carranza e os oaxaqueños, principalmente porque os oaxaqueños eram considerados “inimigos da revolução”, somado a isso em Oaxaca foi morto o irmão de Carranza Jesús Carranza, na serra Mixe. Os principais chefes “constitucionalistas” culparam o governo do estado, por considerar que este protegia os culpados.
Em 1925 uma praga de grilos assola as regiões de Mixteca e os Vales Centrais. Os produtores, ocultaram as reservas de cereais para vender por um  preço maior. Em Oaxaca se desencadenaram as epidemias de tifo e varíola.
No restante do país, a revolução não seguia uma ordem estável, os aliados brigavam entre si. Carente de um governo federal, o governador José Inés Dávila apoiando na constituição liberal de 1857 “separou” Oaxaca do resto do México. Assim chegado a Oaxaca o governo conhecido como “da soberania”, organizando um exército, com própria moeda e selos postais diferentes do resto do país, também foram criados novos distritos.
As forças carrancistas postadas em Chiapas foram comissionadas para tomar o estado, ocupando a capital do estado em março de 1916. As lutas continuaram na Serra Juárez e Serra Sul. Em 5 de fevereiro de 1917 foi decretada a nova constituição política nos estados mexicanos, mas não foi até 1920, quando os soberanistas caíram totalmente que se reconheceu a constituição.
O governo “da soberania” finalizo com a firma do tratado de Coateca Atlas, por parte do general soberanista Guillermo Meixueiro e seu homólogo carrancista Pablo González.

## Geografia

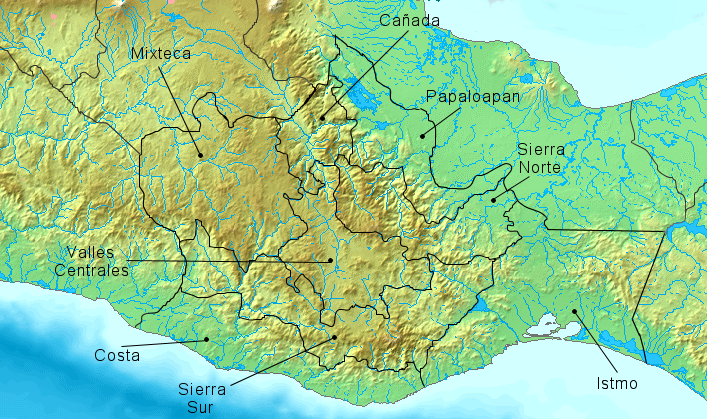
Mapa físico de Oaxaca, o nome das regiões do estado vem das características do relevo.

O território do estado ocupa o quinto lugar em extensão a nível nacional e seu clima pode variar de maneira drástica em suas regiões. É um dos estados mais montanhosos do país pois na região se cruzam a Sierra Madre Oriental, a Sierra Madre del Sur e a Sierra Atravesada. Embora as montanhas são caracterizados por temperaturas baixas, a região do istmo Glen especialmente Cuicatlán, e da costa é caracterizada pelo seu clima quente.
Seu rio mais importante é o rio Papaloapan, do qual se alimenta do rio Tomellín e do rio Santo Domingo, entre outros.
Em 12 de fevereiro de 2008, o estado foi atingido por um terremoto de 6.4 de magnitude, sendo um recorde em Oaxaca.

### Topografia

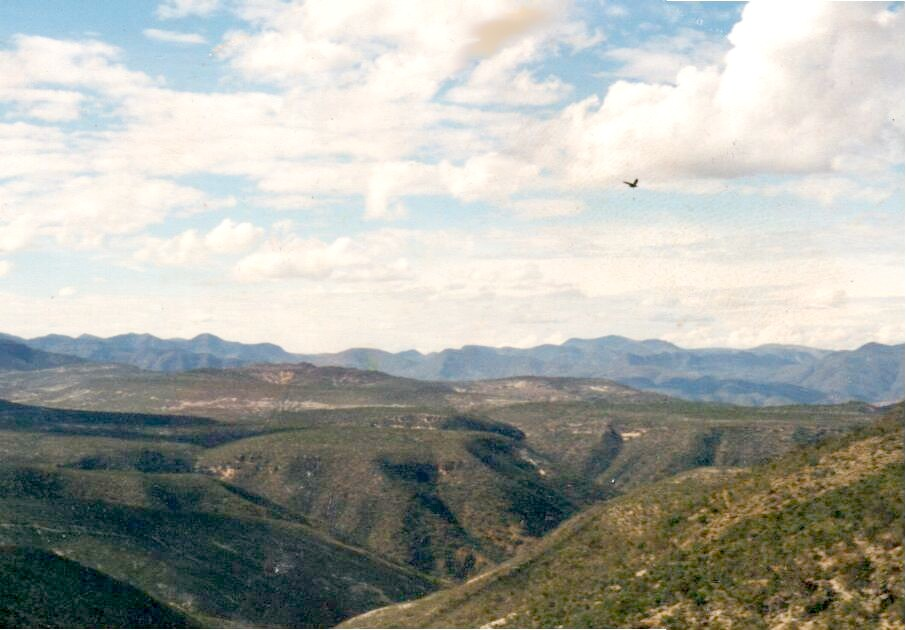
A serra Mixteca, perto de Nativitas Monte Verde, a noroeste do estado de Oaxaca.

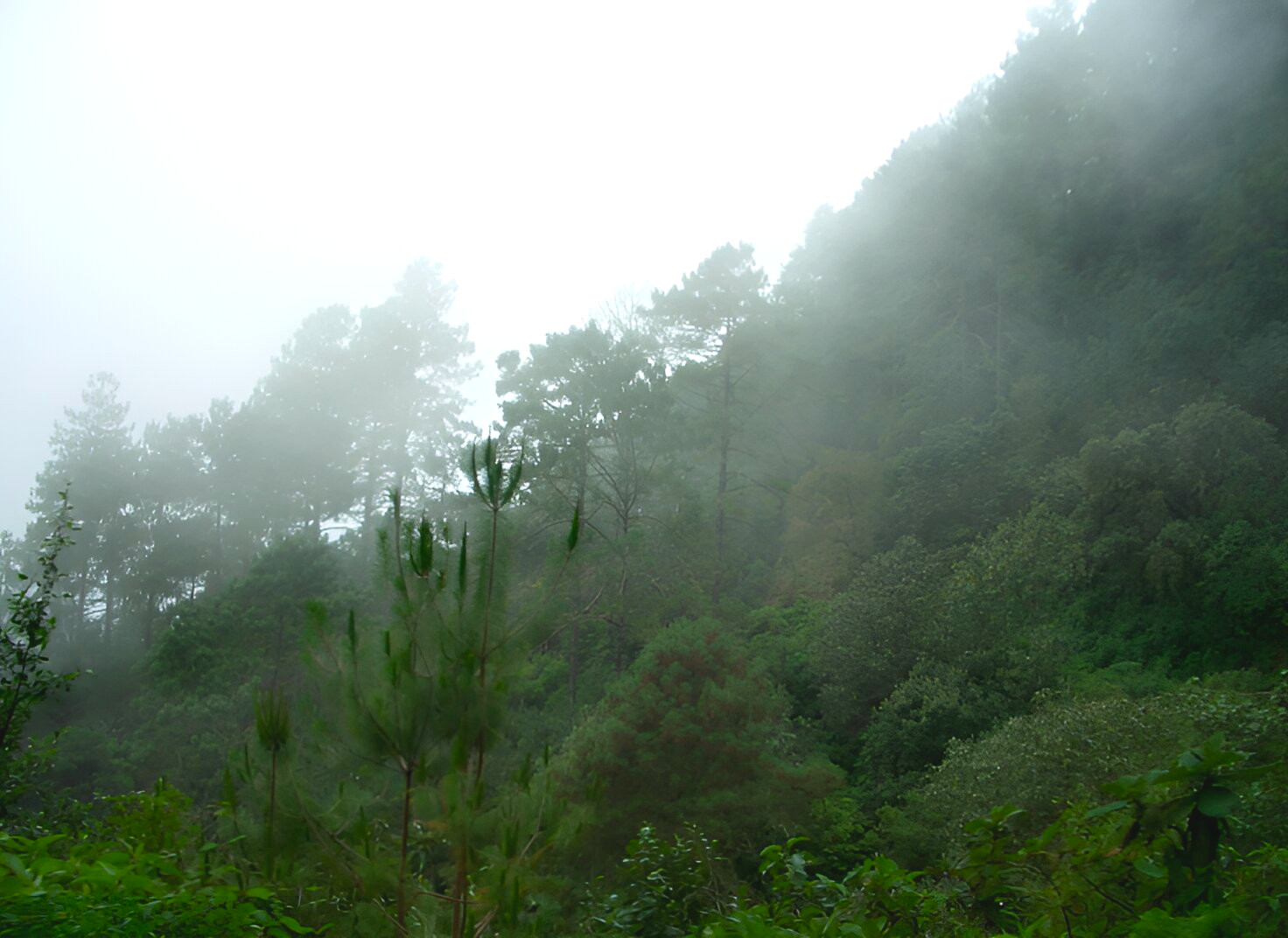
Paisagem da Serra Sul de Oaxaca, os bancos de neblina são frequentes durante todo o ano.

A serra mixteca ocupa quase 52% do território oaxaqueño pelo que geralmente o relevo do estado é comparado com uma folha de papel depois de ser amassado. O ponto mai alto do estado é a Colina Nube "Quie Yelaag" em língua zapoteca, localizada no distrito de Miahuatlán, na serra sul, as coordenadas geográficas são 16º13’N 96º11’O. É O 11º pico mais alto do México

### Hidrografia
Igual o sistema topográfico, o hidrográfico é muito difícil, seja porque a grande quantidade de correntes ou por diferentes nomes que lhes são atribuídas ao longo de sua jornada, a sua utilização destina-se a geração de energia e só em partes, para a agricultura. Estes fluxos são divididos em duas partes, a inclinação do golfo e da costa do Oceano Pacífico.
A vertente do Golfo está constituída principalmente pelos rios Papaloapan e Coatzacoalcos e sus respectivos afluentes. O rio Papaloapan está formado pelas correntes dos rios Grande e Salado. O primeiro se origina em Ixtlán, nas montanhas de Cuajimayolas e o Malacate, siguindo uma direção de leste a oeste. Durante sua passagem pelo distrito de Ixtlán recebe as correntes do Chicomezúchil, Xía, Tecocuilco, rio Blanco, rio Culebra e rio Comal. Mai adiante muda sua direção norte, no povoado de Guelatao, se dirigindo a Cuicatlán e posteriormente a Quiotepec onde se une com o rio Salado, pouco depois de receber a corrente do rio Tomellín no povoado de mesmo nome, que se origina nas montanhas das Sedas. 
Os rio do estado de Oaxaca são: Tehuantepec, Grande, Mixteco, Salado, Los perros, Copalita, Verde, Colotepec, Ayutla, Tenango, Huamelula, Espíritu Santo, Ostuta, La Arena, Sarabia, El Corte, Petapa, Putla, Atoyac, Tequisistlán, Aguacatenango Jatepec, Puxmetacán Trinidad, Papaloapan.

### Clima
Em Oaxaca as enormes cadeias montanhosas servem como barreiras para os ventos que procede do Golfo do México, e do Oceano Pacífico.
Oaxaca apresenta grande variedade climática, assim, no seu território haja climas quentes, semi-quente, temperados, semi-frios, semi-secos e secos.
Os climas quentes em conjunto cobertura pouco mais de 50% da superfície total da entidade, se produz nas zonas de menor altitude do nível do mar a 1.000 m, se caracterizam pelas suas temperaturas médias anuais que variam de 22° a 28 °C e sua temperatura média de mês mais frio é de 18;°C ou mais.
Cerca de 20% da entidade se encontra sobre a influência de climas semi-quentes, nos que se apresentam temperaturas médias anuais de 18° a 22 °C, ou são maiores de 18 °C, e cobrem áreas cuja altitude vai de 1.000 a 2.000m.
Os climas temperados, subúmido com chuvas no verão em maior proporção e com abundantes chuvas em verão em áreas mais reduzidas, cobrem aproximadamente 19% da superfície do estado; se manifestam nos terrenos cuja altitude é de 2.000 a 3.000m se localiza do centro e noroeste, mas também do sul na costa.
No centrosul e nornoroeste se localizam as zonas com climas semissecos, das quais representam quase 10% do território estatal, e imersas nelas está nas áreas de climas secos, que não chegam a cobrir 1%.
| Dados climatológicos para Oaxaca | Dados climatológicos para Oaxaca | Dados climatológicos para Oaxaca | Dados climatológicos para Oaxaca | Dados climatológicos para Oaxaca | Dados climatológicos para Oaxaca | Dados climatológicos para Oaxaca | Dados climatológicos para Oaxaca | Dados climatológicos para Oaxaca | Dados climatológicos para Oaxaca | Dados climatológicos para Oaxaca | Dados climatológicos para Oaxaca | Dados climatológicos para Oaxaca | Dados climatológicos para Oaxaca |
| Mês                              | Jan                              | Fev                              | Mar                              | Abr                              | Mai                              | Jun                              | Jul                              | Ago                              | Set                              | Out                              | Nov                              | Dez                              | Ano                              |
| -------------------------------- | -------------------------------- | -------------------------------- | -------------------------------- | -------------------------------- | -------------------------------- | -------------------------------- | -------------------------------- | -------------------------------- | -------------------------------- | -------------------------------- | -------------------------------- | -------------------------------- | -------------------------------- |
| Temperatura máxima média (°C)    | 24                               | 26                               | 29                               | 30                               | 30                               | 30                               | 28                               | 27                               | 27                               | 27                               | 27                               | 25                               | 28                               |
| Temperatura mínima média (°C)    | 9                                | 10                               | 13                               | 14                               | 15                               | 16                               | 16                               | 16                               | 14                               | 14                               | 11                               | 9                                | 12                               |
| Fonte: TDOC 20 de abril de 2010  |                                  |                                  |                                  |                                  |                                  |                                  |                                  |                                  |                                  |                                  |                                  |                                  |                                  |

### Biodiversidade

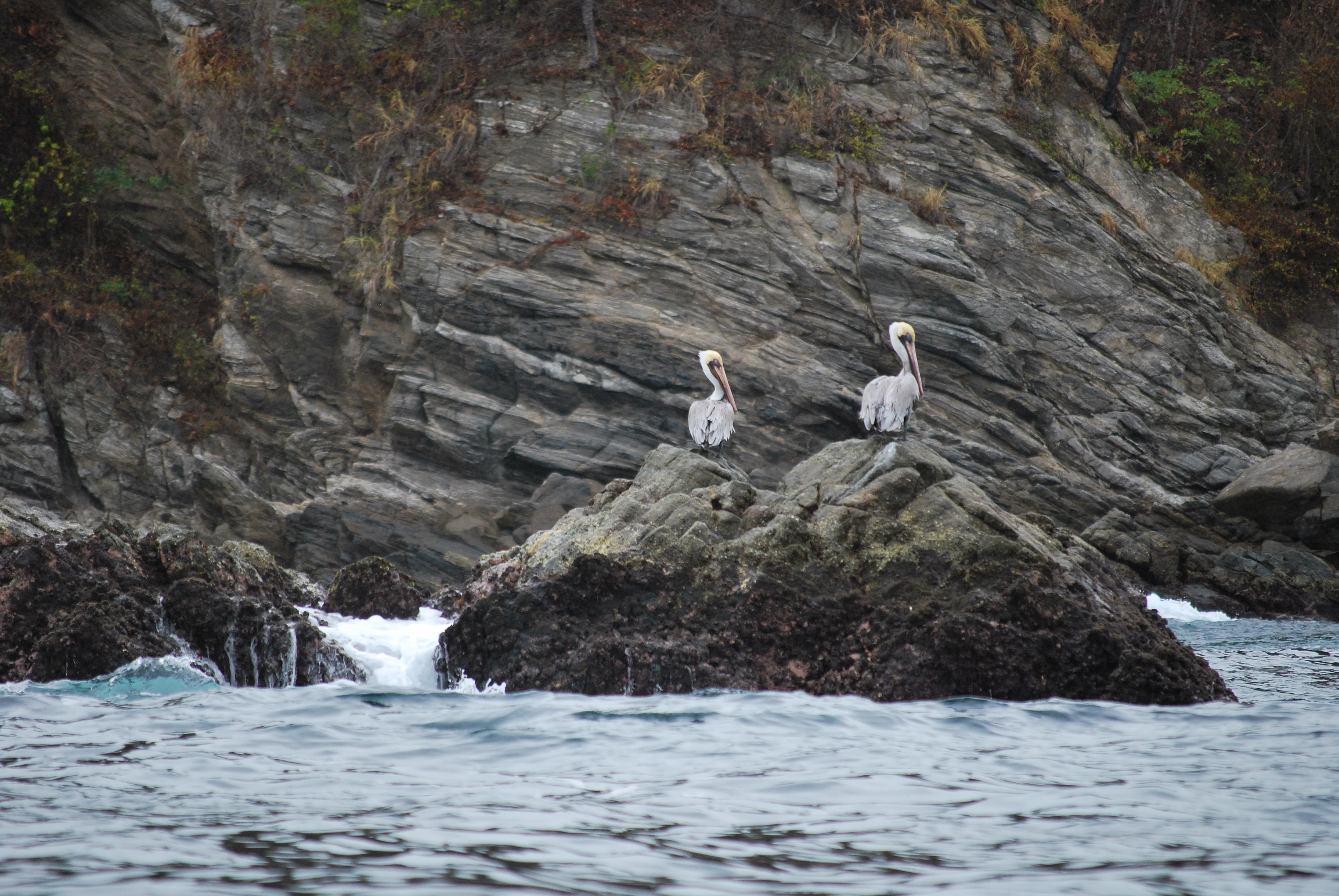
Pelicanos na costas de Oaxaca.

Somente no território chinanteco se encontrar cerca de 200 espécies de répteis, 2.204 plantas vasculares, 530 espécies de ave, 212 espécies de mamíferos e 93 espécies de anfíbios. E existem plantas muito bonitas e as espécies que estão em Oaxaca.
A Unesco através da rede mundial da Reserva da biosfera do programa sobre o homem e a Biósfera MAB, reconhece no estado a área natural de Huatulco, e o governo de México também da Reserva da Biosfera Tehuacán-Cuicatlán que se compartilha com o estado de Puebla.

## Demografia

### Dinâmica da população

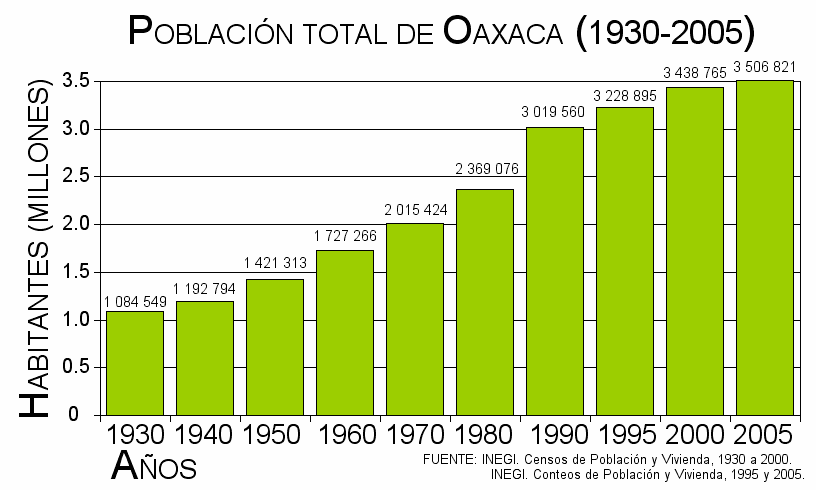
População Oaxaca

A população total de Oaxaca é cerca de 3,5 milhões de habitantes, do qual 52% corresponde a mulheres e 48% homens. A idade média dos oaxaqueños se situa em 22 anos, de uma média nacional de 24, o estado apresentou uma taxa de crescimento médio de 1990 a 2000 de 1,3%, o que representa uma diminuição na natalidade, com respeito a pesquisa de 2000 a 2005, foi de 2,5% um aumento de 0,4%, crescimento menor na média nacional de 1%. A densidade populacional é de 37 habitantes por quilômetro quadrado, Oaxaca é um dos 10 estados  federativos do país, com maior densidade populacional. A maior parte da população de Oaxaca aproximadamente 65% se localiza nas zonas rurais, em torno das regiões dos Vales Centrais e o Istmo.

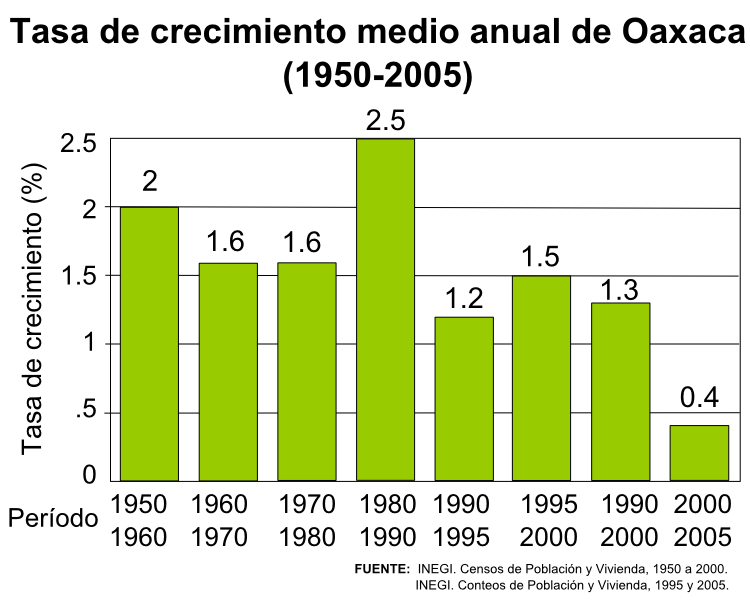
Taxa de crescimento oaxaqueña

Oaxaca é um dos três estados com um índice muito alto de marginalização, algo que a cada ano 400 mil oaxaqueños aproximadamente emigram para o norte do México com intenção de cruzar a fronteira com Estados Unidos. Os migrantes oaxaqueños tem também como destinos dentro do país o Estado de México e o Distrito Federal, onde habitam segundo dados do ano de 2000 cerca de 256.786 oaxaqueños. O fenômeno migrante é um reflexo na cultura oaxaqueña, como no caso da "Canção Mixteca"; a mixteca é a região oaxaqueña onde mais pessoas saem de seus povoados, em busca de melhores oportunidades de vida em outros estados, ou em outros países.

### Grupos Étnicos

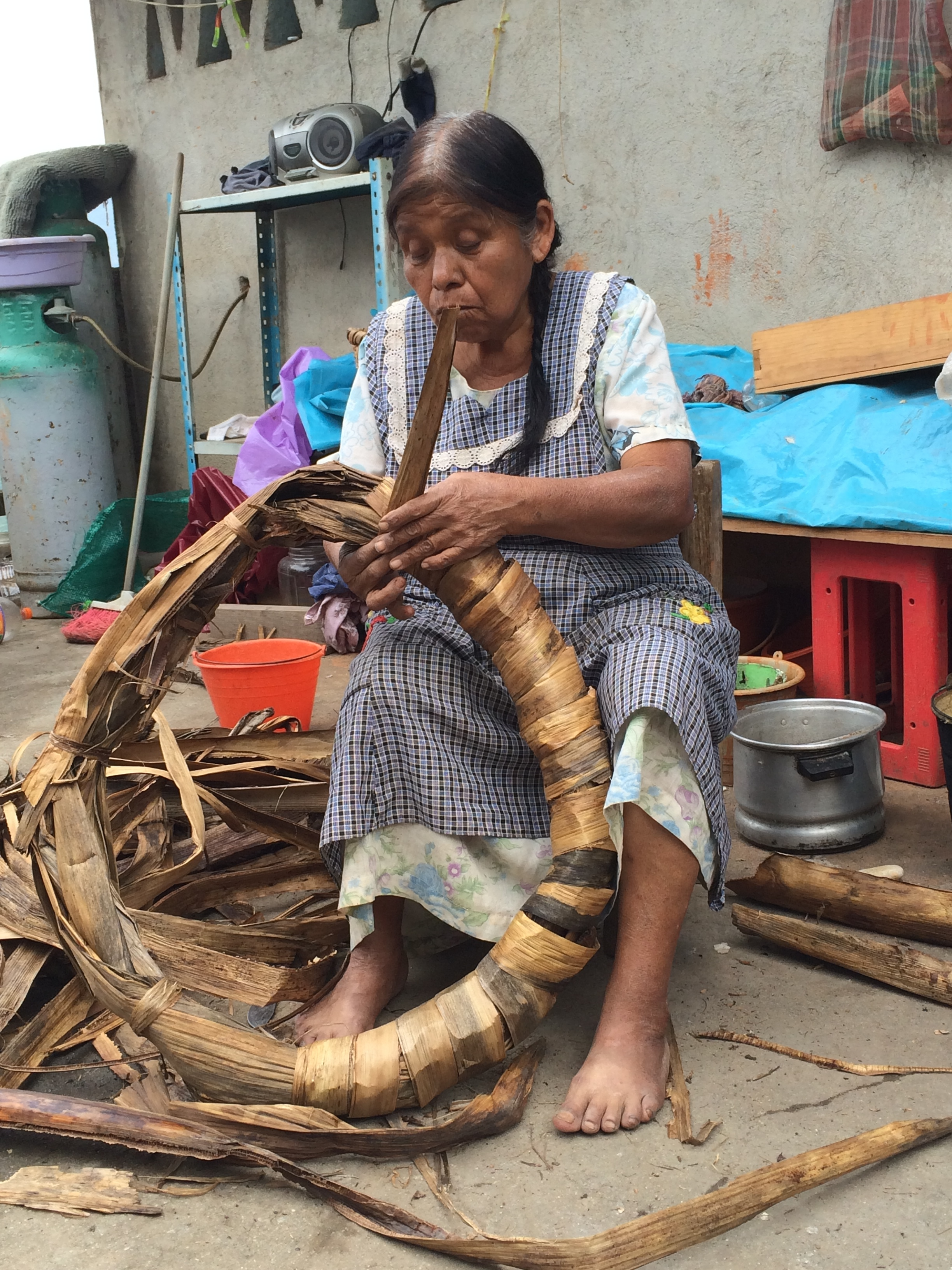
Artesã fazendo pão de folha de bananeira em Tavehua, Oaxaca.

Depois do triunfo da revolução, muitos pensadores acreditavam que o México era uma nação mestiça, e em seguida, as baterias foram para assimilar os índios na cultura nacional. As consequências foram uma redução em termos absolutos e relativos às pessoas que falam línguas indígenas. Esse é o único critério a ser usado para determinar o número de índios no país, e portanto em Oaxaca. No entanto tem sido criticada, uma vez que a identidade étnica não é dada apenas pela identidade linguística. Em um país com tal mistura é demasiado complexo para determinar a identidade étnica e racial verdadeiras origens dos indivíduos.
Portanto os números fornecidos pelo Instituto Nacional de Geografia, Estatística e Informática (INEGI) e da Comissão Nacional para o Desenvolvimento dos Povos Indígenas ou (CDI) ex- Instituto Nacional do Índio (INI), são muito divergentes. Para o primeiro, a população indígena nacional é de cerca de 6% do total, enquanto para o segundo, a proporção varia entre 10 e 14%. No site da Comissão, o valor oferecido pela instituição é 10.220.862 índios no país em 2000, o que seria cerca de 11% da população mexicana. Os critérios utilizados pela Comissão para o seu cálculo inclui além da linguagem, lugar de origem, a identidade étnica de um ou mais os países, a propriedade individual da identidade indígena, entre outros.
O último censo disponível que identifica não só pela sua origem étnica linguística, foi realizado em 1921. Este censo indica que o estado foi formado por 69,17% dos índios americanos, sendo nessa altura que teve a maior quota deste estado. Também tinha mestiços 28,15% e apenas 2,68% de brancos. Estima-se que hoje o estado tem aumentado o número de mestiços, bem como os  indígenas diminuiu proporcionalmente.
A Comissão reconhece atualmente 65 grupos étnicos, bem como mestiço, distinguidos uns dos outros com base em critérios linguísticos. Oaxaca é o estado com étnica e linguística maior do México. No estado atual de Oaxaca vivem 18 das 65 etnias que existem no México: mixtec, zapoteca, triqui, mixes, chatinos, chinanteco, huave, mazatec, amuzgos, nahua, zoques, chontales de Oaxaca , cuicatecos, ixcatecos, chocholtecos, tacuate, afromestizos da pequena costa e em menor medida tsotsil, que juntos ultrapassaram um milhão de habitantes, 32% mais do total espalhados por 2.563 locais.

### Crenças e Religiões
Oaxaca é um crisol de etnias e culturas, onde as crenças religiosas formam parte da identidade de seus habitantes, a confissão de fé de maior prática e representação, é o catolicismo, Oaxaca está dividido em dioceses e paroquias segundo as áreas linguísticas e geográficas que formam o estado.
O evangelismo e o protestantismo histórico em suas diversas filiações dogmáticas, se convertem na segunda confissão de fé cristã no estado; há também importantes comunidades de testemunhas de Jeová e importantes comunidades de mórmons reconhecidas a nível nacional.

### Línguas
Oaxaca tem grande diversidade linguística. Quase todas as línguas nacionais são faladas neste estado. Em número de falantes nativos os idiomas Mixtec e Zapotec são mais falados com alto grau de bilinguismo. As línguas alóctones de Oaxaca são o inglês, italiano, francês, catalão e basco.

## Insurreição dos Povos de Oaxaca
Desde Maio de 2006, o povo do Estado de Oaxaca, México, vive dias de insurreição e organização popular por melhores condições sociais. Em contrapartida, também é o cenário de um estado de violência e repressão política, que já resultou em muitos feridos e mortos.
O início deste processo data de 22 de maio, durante manifestações de professores que exigiam aumentos salariais e melhores condições de ensino, entre elas uma marcha de 70 mil pessoas. Em resposta à reivindicação da categoria, o governador Ulises Ruiz Ortiz adotou a tática da repressão contra os professores. No dia 14 de junho, a polícia desempenhou uma ação contra os manifestantes que acampavam no centro da cidade de Oaxaca.
A ação policial causou indignação no povo de Oaxaca. Camponeses, indígenas e diversos outros setores da sociedade aderiram aos protestos. A partir daí, foi formada a Assembleia Popular dos Povos de Oaxaca (APPO), composta inicialmente por mais de 340 organizações, e que ocupa as ruas da cidade por causas de âmbito bem mais amplo que as iniciais reivindicações dos professores. O povo tem ido às ruas, levantado barricadas para proteger-se da Polícia Federal Preventiva (PFP) e manter a ocupação popular. Manifestações têm sido realizadas com participação de centenas de milhares de pessoas. Dentre as causas, o povo exige principalmente a destituição de Ulises Ruiz do cargo de governador.
A APPO reivindica que Oaxaca seja gerida pelo próprio povo, através de assembleias populares.
Durante os ataques contra as movimentações dos povos de Oaxaca, o ativista do Centro de Mídia Independente de Nova Iorque, Bradley Roland Will, foi morto, atingido com um tiro no peito quando filmava o ataque de grupos paramilitares contra populares oaxaquenhos.
O presidente mexicano Vicente Fox e o governador Ulises Ruiz estão enviando milhares de policiais para restituir o poder estatal.

## Solidariedade Global
Os conflitos em Oaxaca têm despertado manifestações em todo o mundo, de pessoas e grupos contrários a repressão praticada pelo governo mexicano. Parte das manifestações de solidariedade e apoio aos movimentos de Oaxaca acontecem também, por ser tida como legítimo o exemplo de auto organização em democracia direta da APPO.
Embaixadas mexicanas em diversos países, dentre eles Estados Unidos, Inglaterra, Espanha, Brasil, têm recebido manifestantes em suas portas solidários aos povos de Oaxaca, onde também são lembrados seus mortos.
O Exército Zapatista de Libertação Nacional, no dia 30 de outubro, lançou um comunicado chamando ações em solidariedade aos povos de Oaxaca. Essas ações aconteceram em várias cidades do mundo no dia primeiro de novembro. No mesmo comunicado, uma greve nacional no México foi chamada para o próximo dia 20 de novembro e também ocorreram manifestações globais neste dia. Outro comunicado do EZLN, do dia 18 de novembro, reforça o chamado a manifestações de solidariedade para o dia 20 de novembro.
No Brasil, manifestantes de São Paulo, Brasília, Rio de Janeiro, Fortaleza, Marília, Belo Horizonte, Tefé, Florianópolis etc, têm organizado comitês, movimentos e realizado atos públicos em solidariedade ao povo oaxaquenho.
“Oaxaca somos todos” é um dos lemas. A rede internacional de mídia independente tem concentrado esforços para noticiar o que ocorre em Oaxaca.